# Triana Côrte-Real de Oliveira
Triana do Rosário Côrte-Real de Oliveira (Díli, 7 de junho de 1978) é uma tradutora timorense. Trabalhou como intérprete dos Médicos sem Fronteiras em Viqueque, assistente administrativa do Gabinete de Ajuda Humanitária da Comissão Europeia (ECHO) em Díli, e assistente executiva da administração da ONG CARE Internacional. Traduziu para tétum para publicação pela ONG Timor Aid, respectivamente do inglês e do indonésio, os seguintes livros: Bere Barani – Istória ba labarik sira ne’ebé traumatizadu no laran-susar, de Caroline H. Sheppard e Sasin-Matan, do escritor indonésio Seno Gumira Ajidarma. Colaborou com João Paulo Esperança na tradução para tétum de Le Petit Prince de Antoine de Saint-Exupéry. 
Também foi co-autora de O que é a Lusofonia. Gente, culturas, terras/Saída maka luzofonia. Ema, kultura, rain. Díli, Instituto Camões, 2005 – livro bilingue em tétum e português.
Actualmente está a estudar Medicina na Universidade Gadjah Mada em Yogyakarta, na Indonésia.